# Canciones cortas

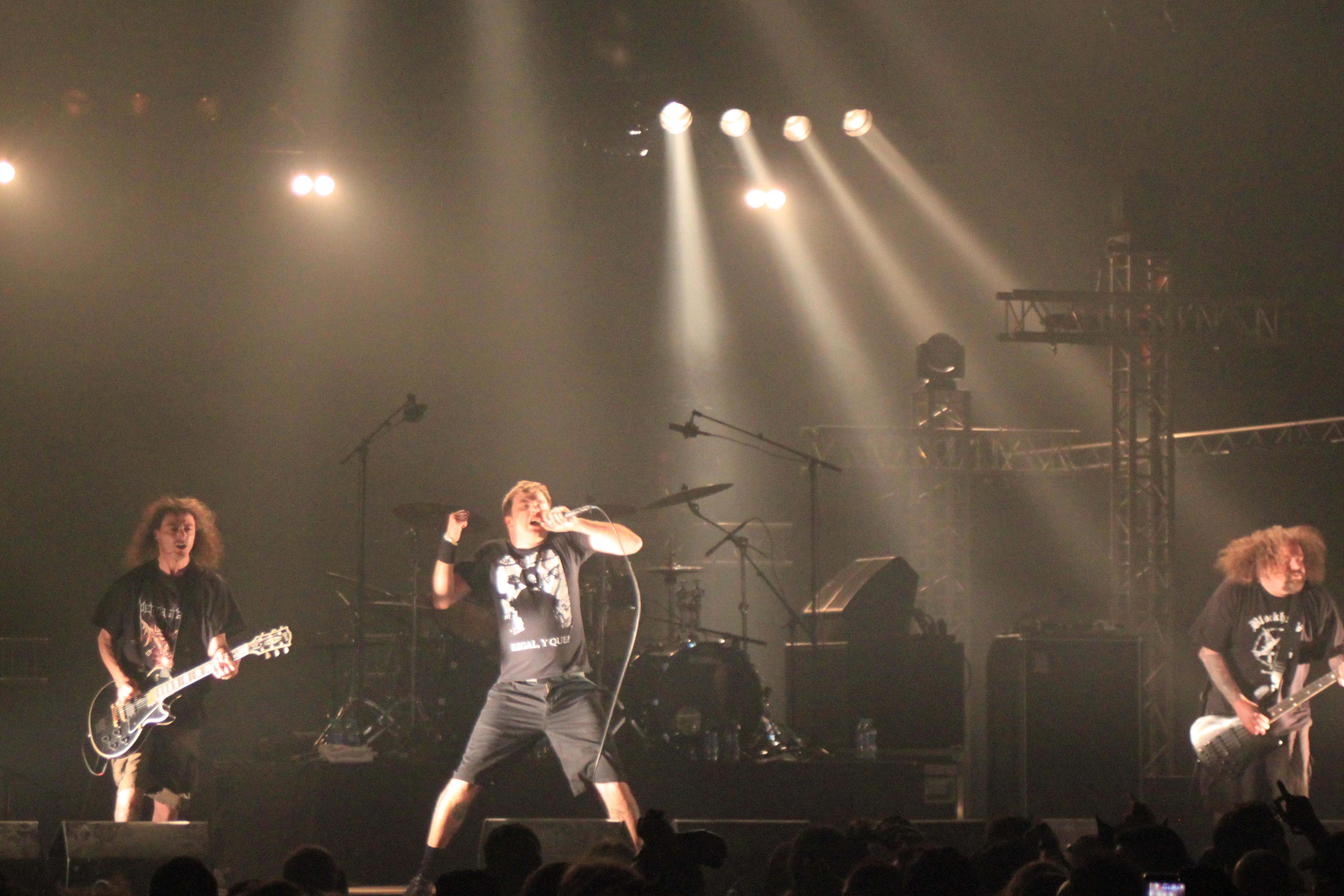
Napalm Death en 2013. Tiene el récord Guiness al tener la canción más corta jamás grabada.

Aquí se muestra una lista de canciones que no completan o llegan al minuto de duración. Actualmente, la canción «You Suffer», del grupo inglés de grindcore Napalm Death, tiene el Record Guiness por ser la grabación más corta en ser grabada. Su duración es de 1.316 segundos.
- NotaLos únicos requerimientos para que una pieza se considere una canción es que tenga música y letra. También que se encuentre editada en un álbum de estudio.

| Canción                                       | Artista               | Duración       | Notas                    |
| --------------------------------------------- | --------------------- | -------------- | ------------------------ |
| You Suffer                                    | Napalm Death          | 1,316 segundos | Tiene un Record Guinness |
| Diamonds and Rust                             | S.O.D.                | 2 segundos     | ...                      |
| Yeah                                          | Queen                 | 4 segundos     | ...                      |
| Ballad of Jimi Hendrix                        | S.O.D.                | 4,3 segundos   | ...                      |
| Miracle Cure                                  | The Who               | 12 segundos    | ...                      |
| Built This Pool                               | Blink 182             | 15 Segundos    | ...                      |
| 16" de Peteribí                               | Pescado Rabioso       | 16 segundos    | ...                      |
| Una Corta Canción                             | Luli Music            | 17 segundos    | ...                      |
| You Always Sing The Same                      | Red Hot Chili Peppers | 19 segundos    | ...                      |
| Sal                                           | Héroes del Silencio   | 20 segundos    | ...                      |
| El Mediodía                                   | TELESCOPIOS           | 21 segundos    | ...                      |
| 17                                            | The Smashing Pumpkins | 24 segundos    | ...                      |
| Her Majesty                                   | The Beatles           | 23 segundos    | ...                      |
| Short songs                                   | Dead Kennedys         | 29 segundos    | ...                      |
| Stop                                          | Pink Floyd            | 30 segundos    | ...                      |
| In Accordance To Natural Law                  | Bikini Kill           | 31 segundos    | ...                      |
| A la villa                                    | No Te Va Gustar       | 32 segundos    | ...                      |
| WDPK 83.7 FM                                  | Daft Punk             | 32 segundos    | ...                      |
| Artículo 123                                  | Mon Laferte           | 33 segundos    | ...                      |
| TORTURE GARDEN / MEAT CLOTHING                | SOPHIE                | 34 segundos    | ...                      |
| Lovin' And Touchin'                           | Red Hot Chili Peppers | 36 segundos    | ...                      |
| Lulú toma el taxi                             | Luis Alberto Spinetta | 37 segundos    | ...                      |
| What We Do Is Secret                          | Germs                 | 43 segundos    | ...                      |
| PPAP (Pen-Pineapple-Apple-Pen)                | Piko-Taro             | 45 segundos    | ...                      |
| Freedumb                                      | NOFX                  | 45 segundos    | ...                      |
| Oldscratch                                    | The Distillers        | 47 segundos    | ...                      |
| 36                                            | System Of A Down      | 47 segundos    | ...                      |
| Ui, ui, ui                                    | Raimundos             | 47 segundos    | ...                      |
| I Want Something More                         | Bad Religion          | 48 segundos    | ...                      |
| Stock Radio                                   | Moby                  | 55 segundos    | ...                      |
| Change of Ideas                               | Bad Religion          | 55 segundos    | ...                      |
| Touched                                       | My Bloody Valentine   | 57 segundos    | ...                      |
| Get off my dick & tell yo’ bitch to come here | Ice Cube              | 57 segundos    | ...                      |
| 52 seconds                                    | Bad Religion          | 58 segundos    | ...                      |
| MOTOMAMI                                      | Rosalia               | 61 segundos    | ...                      |